# Il carro armato dell'8 settembre
Il carro armato dell'8 settembre è un film del 1960, diretto da Gianni Puccini

## Trama
L'Italia ha firmato l'armistizio e nella confusione generale un caporale decide di riportare il carro armato dal litorale alla caserma.
Il viaggio, anche se breve, gli permette di incontrare una serie di personaggi che rappresentano varie facce dell'Italia di quei giorni.